# Golfe Juan
Pour les articles homonymes, voir Juan et Golfe-Juan.
Le golfe Juan (en occitan lo Gorg Joan ou lo Golf Joan, soit « le Golfe de Jean »)  est un golfe de la côte française de la mer Méditerranée. Il s’étend de la pointe de la Croisette à Cannes au Cap d'Antibes à Antibes.

## Présentation
Il a donné son nom à la localité de Golfe-Juan à Vallauris dans le département des Alpes-Maritimes. Le nom du golfe est aussi à rapprocher de celui de Juan-les-Pins qui est un quartier de la ville voisine Antibes.
On utilise l’article défini uniquement pour parler du golfe proprement dit : le « golfe Juan ». Pour la localité, il est en revanche nécessaire d’employer le trait d'union et de mettre la majuscule à Golfe.
C'est de cet endroit que Napoléon Ier entame le 1er mars 1815 sa marche vers Paris pour les Cent-Jours.
Le peintre Paul Signac l'a représenté en 1896 dans sa toile Golfe Juan, conservée au Worcester Art Museum, dans le Massachusetts, aux États-Unis.

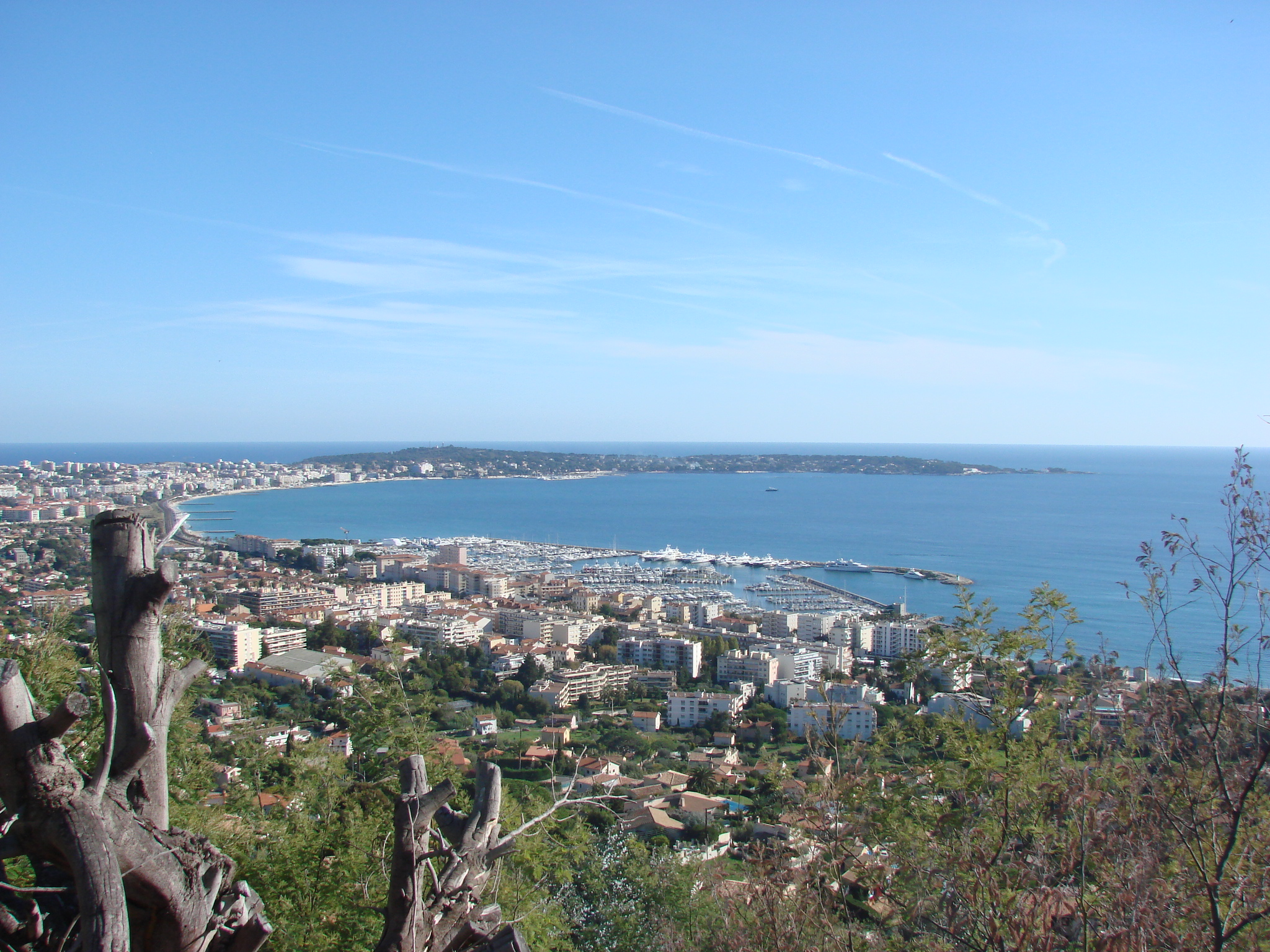
Vue du Golfe Juan
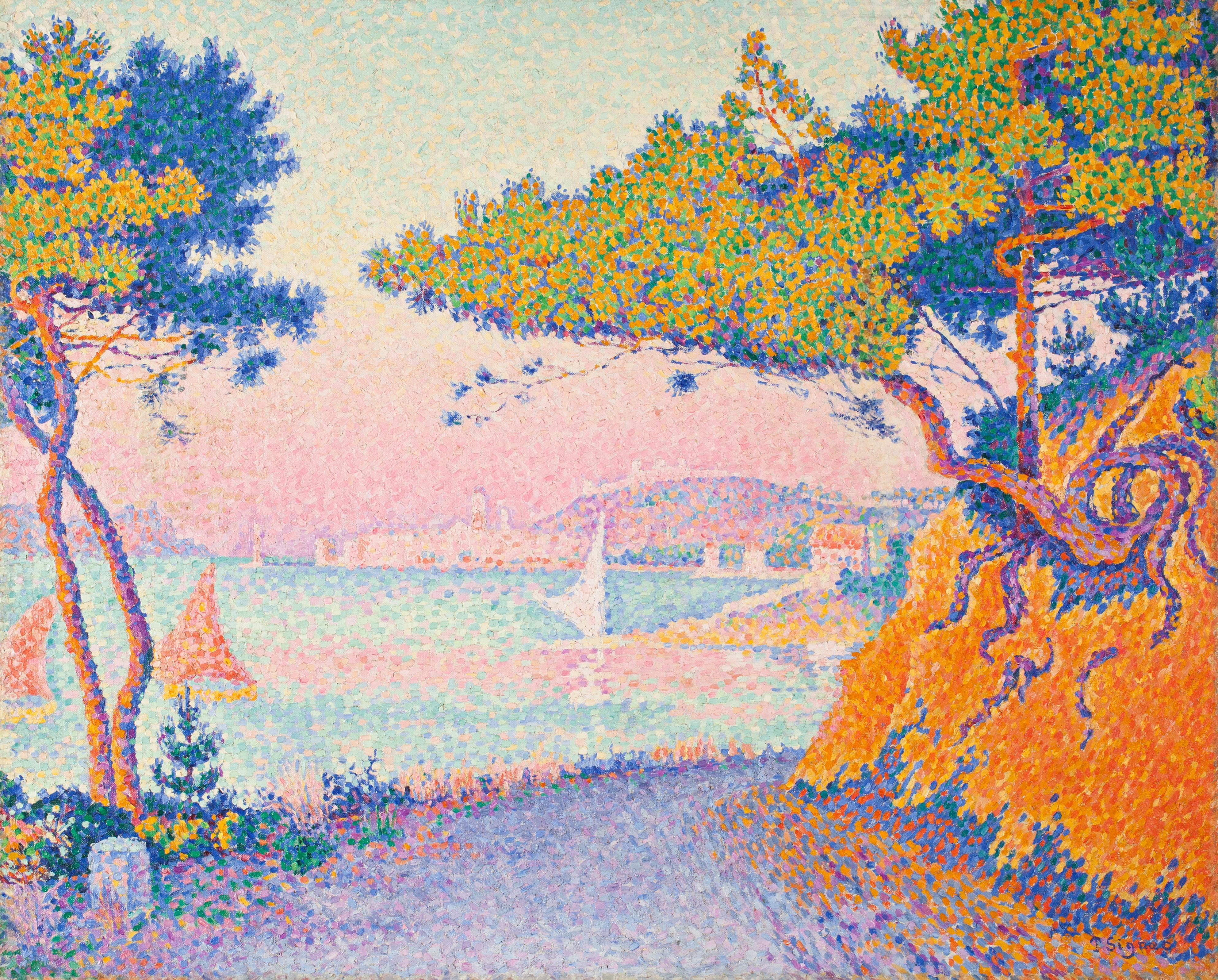
Golfe Juan de Paul Signac.

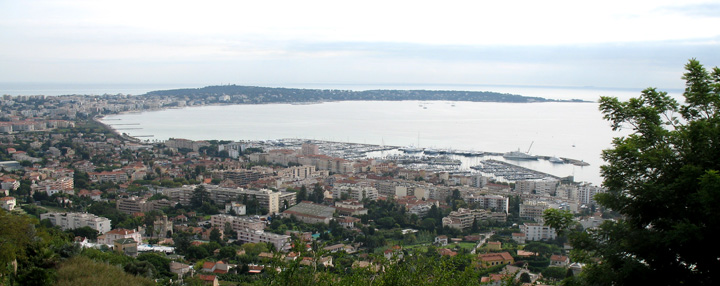
Vallauris et le golfe Juan.